# Honda Torneo
Der Honda Torneo ist eine Limousine der Mittelklasse des japanischen Automobilherstellers Honda, die zwischen 1997 und 2002 ausschließlich auf dem japanischen Heimatmarkt verkauft wurde. Er basiert auf dem Honda Accord der sechsten Generation. Die beiden Modelle wurden parallel verkauft, jedoch über unterschiedliche Händler-Vertriebsnetze. Während der Accord ausschließlich bei Honda Clio-Händlern erhältlich war, wurde der Torneo bei Honda Verno und Honda Primo verkauft, als Nachfolger des Honda Ascot bzw. Honda Rafaga. Torneo bedeutet auf Spanisch „Turnier“.

## Übersicht
Mit der Einführung des Torneo wurde der ursprüngliche Ansatz fortgesetzt, den Honda 1982 mit der Einführung des Honda Vigor verfolgte, indem für jeden der drei Honda-Vertriebskanäle eine eigene Variante des Accord angeboten wurde. In diesem Fall war der Torneo allerdings bei zwei Händlern erhältlich.

### Motoren und Technik
Für den Torneo waren vier Vierzylinder-Ottomotoren erhältlich, die alle mit der VTEC-Technologie von Honda ausgestattet waren:
- 1,8-Liter mit 140 PS (103 kW) (Motorcode F18B)[1]
- 2,0-Liter mit 145 PS bis 150 PS (107–110 kW) (Motorcode F20A)[1]
- 2,0-Liter mit 180 PS bis 200 PS (132–147 kW) (je nach Getriebe) (Motorcode F20B)[1]
- 2,2-Liter mit 223 PS (164 kW) (Motorcode H22A)

Es waren mehrere Sportmodelle erhältlich, darunter der Euro R, der SiR-T und der SiR Euro. Der Euro R hatte den 2,2-Liter-Motor, der über ein 5-Gang-Schaltgetriebe die Leistung auf die Vorderräder übertrug. Als weitere Extras hatte das Modell ein Bodykit, Recaro-Sitze, ein lederbezogenes MOMO-Lenkrad, ein Torsen-Sperrdifferenzial, ein Sportfahrwerk, einen Sportauspuff (einschließlich Edelstahlkrümmer) und einen Schaltknauf aus Aluminium. Der SiR Euro war das einzige Modell, das im letzten Produktionsjahr 2002 angeboten wurde.

## Produktionsende und Nachfolger
Da sich der Accord beliebter erwies als der Torneo und die wirtschaftlichen Auswirkungen der japanischen „Bubble Economy“ zu spüren waren, wurde der Torneo 2001 eingestellt (SiR Euro erst 2002). Ebenso erfolgte die Auflösung der drei Honda-Händlernetze Verno, Primo und Clio ein paar Jahre später. Der nachfolgende Accord übernahm dann auch den sportlichen Charakter des Torneo.

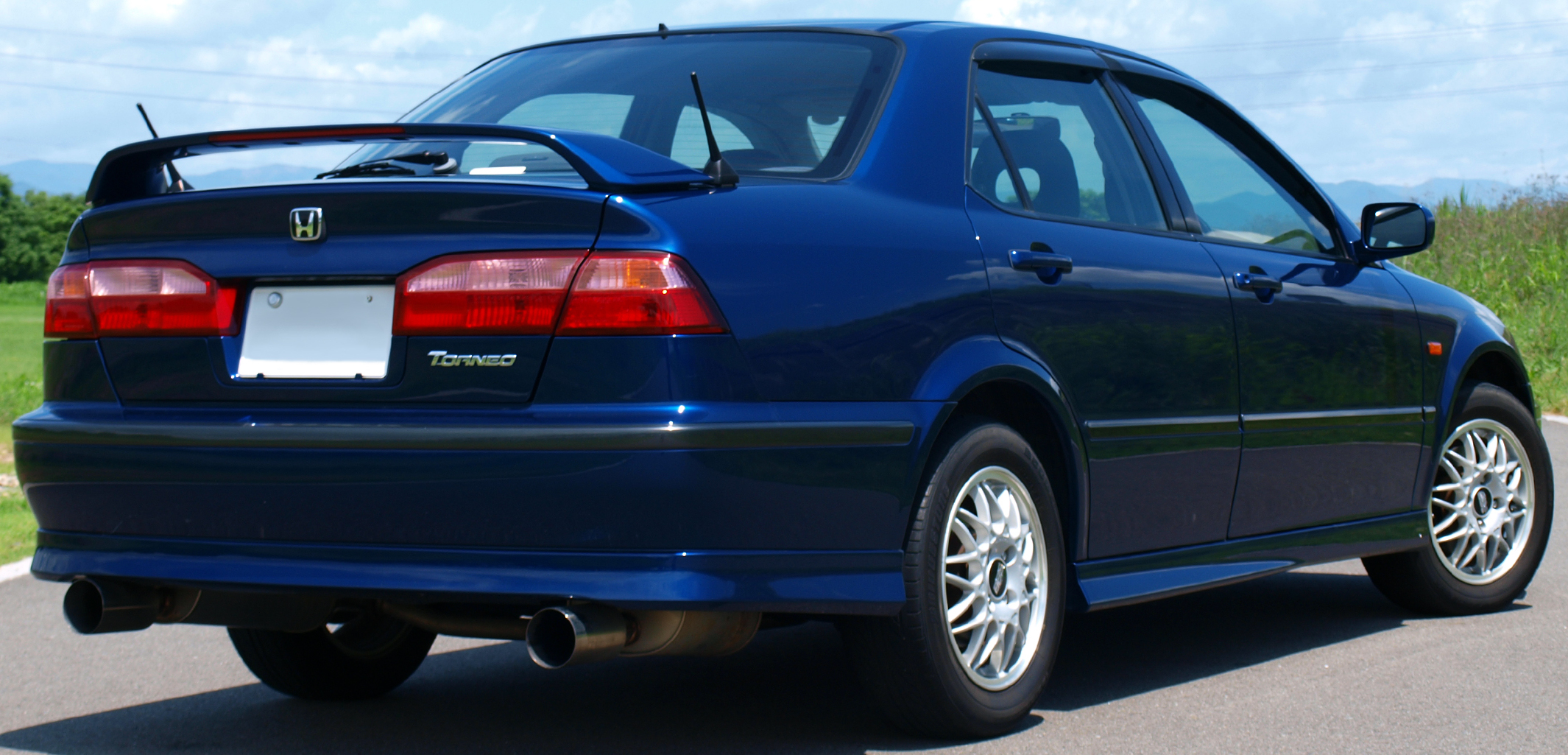
Heckansicht
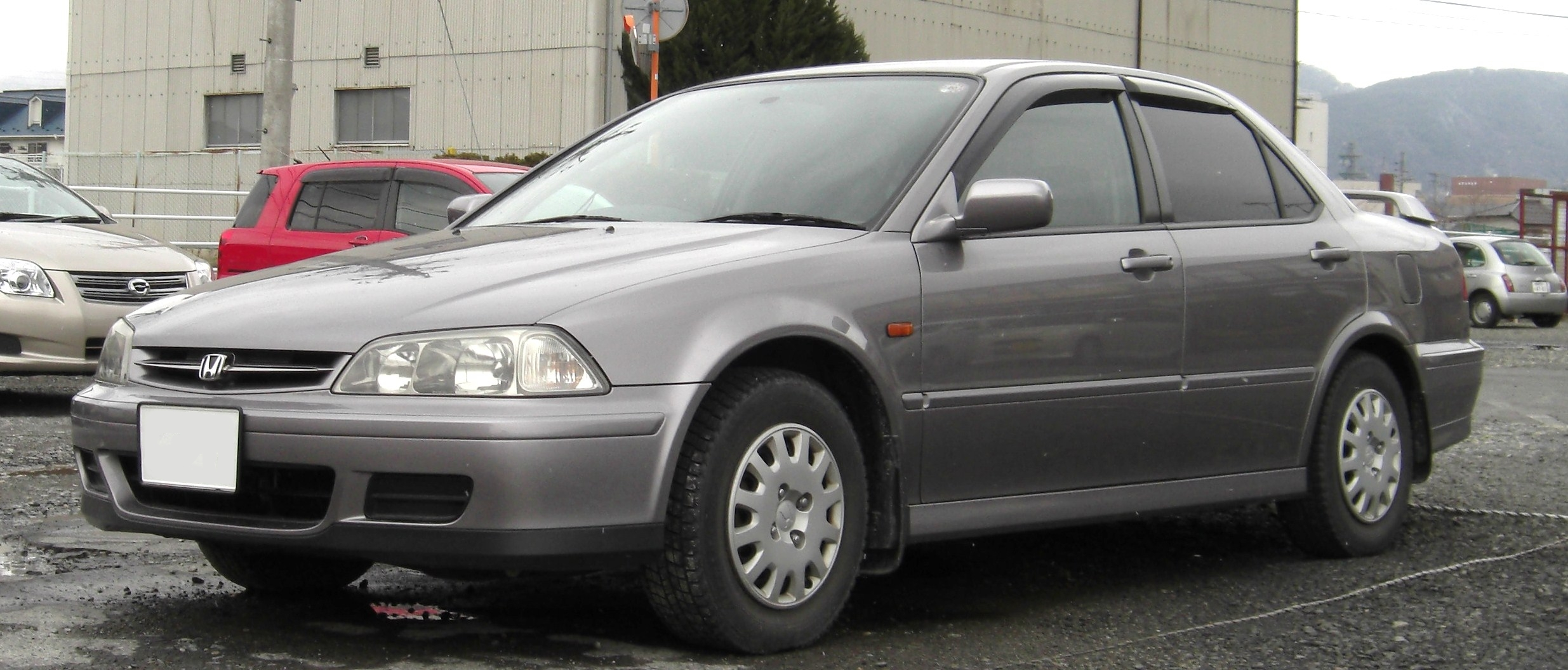
Honda Torneo (Facelift)
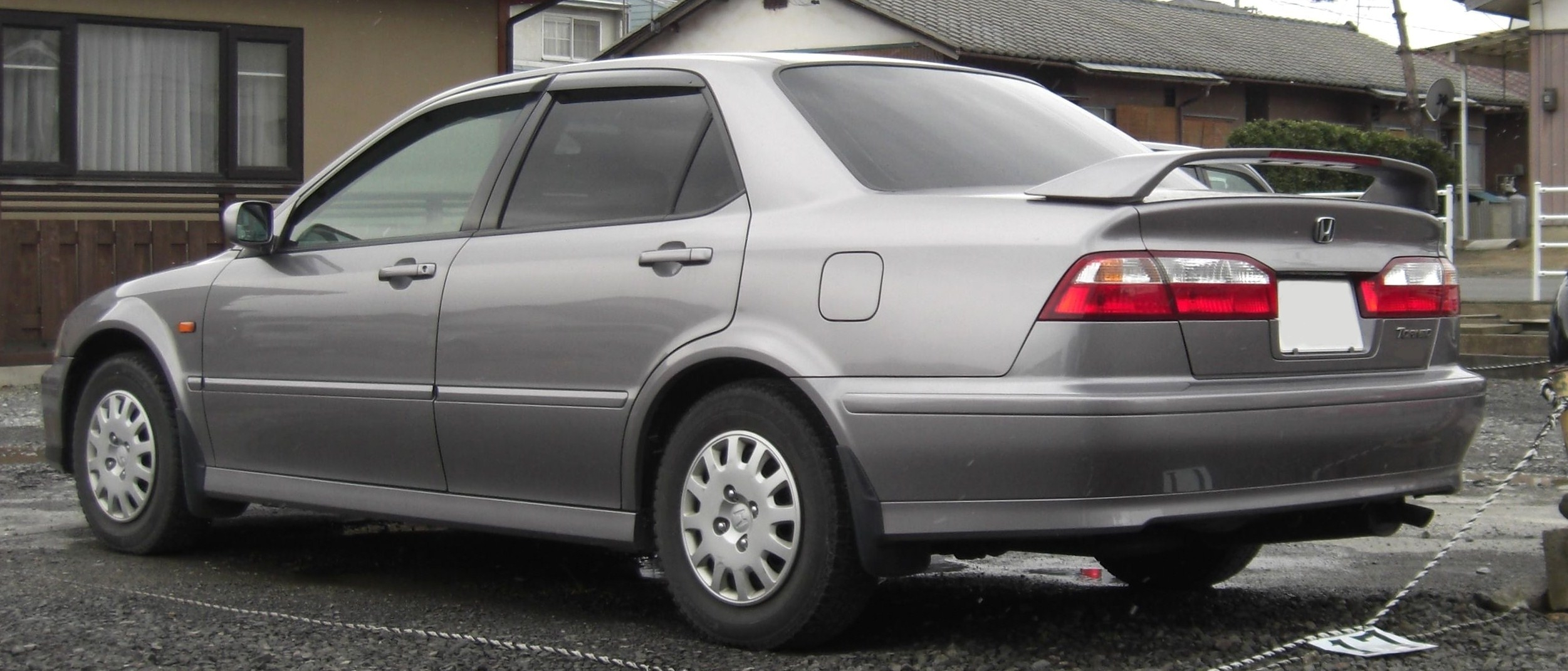
Heckansicht
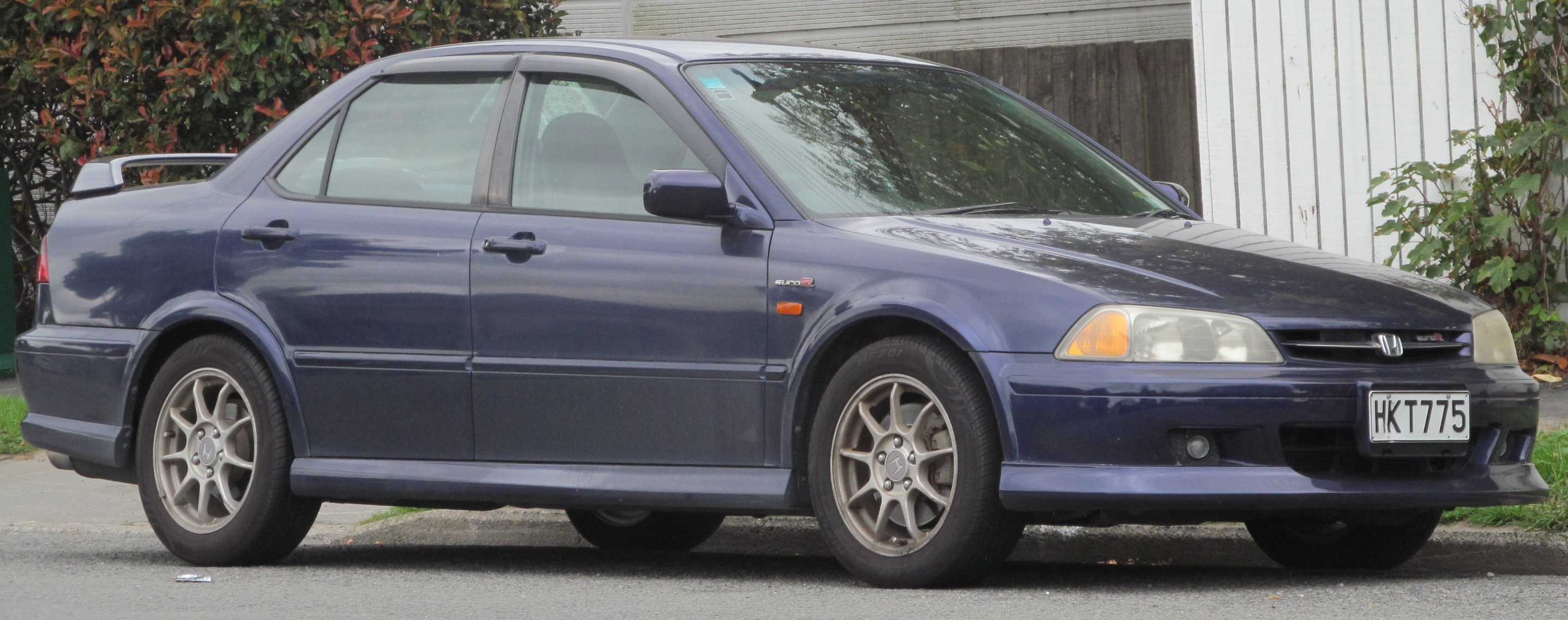
Honda Torneo Euro R